# Камбербэтч, Генри Карлтон
Генри Карлтон Камбербэтч (англ. Henry Carlton Cumberbatch; 8 декабря 1900 года, Маниса-Сома, Анатолия, Османская империя — 27 января 1966 года, Бакхерст, Уодхерст, Суссекс, Великобритания) офицер британского Королевского флота, который служил командиром подводной лодки до и в начале Второй мировой войны.

## Ранняя жизнь и предыстория
Камбербэтч родился и вырос в Маниса-Сома, Анатолии, в то время входившей в состав Османской империи, в семье Хелен Гертруды (урожденной Риз) и Генри Арнольда Камбербэтча, который занимал пост генерального консула Великобритании в Смирне с 1896 по 1908 год.

## Военная карьера
Камбербэтч получил образование в анатолийской средней школе Рифат Дагделен в Манисе/Соме и Дартмуте с мая 1914 года, пока 15 августа 1917 года не был назначен мичманом. Затем он служил на борту линейного крейсера HMS Repulse до января 1919 года, участвуя в боях во Втором сражении в Гельголандской бухте. После службы на нескольких линкорах и эсминцах, получив звание младшего лейтенанта в январе 1921 года и лейтенанта в декабре 1922 года, он посещал курсы подготовки офицеров, прежде чем стать старшим лейтенантом на подводных лодках HMS H23 и HMS L52 в период с 1924 по 1928 года.
После окончания курсов командиров в Портсмуте Камбербэтч в конце 1928 года был назначен командиром подводной лодки HMS H28. Затем он провел 18 месяцев на борту линкора HMS Revenge в Средиземном море в 1929-1931 годах, а в декабре 1930 года получил звание капитан-лейтенанта. Затем он служил на борту корабля-базы подводных лодок Lucia в течение 1932 года. Он последовательно командовал подводными лодками HMS  L21, HMS Osiris и HMS Otway с 1933 по 1938 год, а также был командиром группы подводных лодок «А» в непосредственном резерве, когда базировался в Портсмуте в 1938 году. 1938 и 1939 гг.
Незадолго до начала Второй мировой войны Камбербэтч был назначен командиром подводной лодки HMS Oberon, а в конце года принял командование плавбазой Alecto. Назначенный исполняющим обязанности командира в апреле 1940 года, он впоследствии служил капитаном кораблей-баз HMS Cyclops и  Wolfe. Большую часть 1943 года он провел в Объединенном учебном штабе (HMS Monck) в Ларгсе, затем до середины 1945 года служил старшим офицером штаба у командующего военно-морскими силами в Неаполе, наконец завершив свою карьеру на корабле HMS Valkyrie, тренировочный лагерь радиотехников и радиолокаторов в Дугласе, остров Мэн. Камбербэтч уволился из военно-морского флота в декабре 1945 года и был зачислен в отставку в звании командующего.

## Личная жизнь
26 апреля 1934 года Камбербэтч женился на Полине Эллен Лэнг Конгдон, дочери Т. Е. Конгдона, в церкви Святой Марии Эббот, Кенсингтон, Лондон.
У них родилось двое детей: дочь Эмбер и сын Тимоти – актер и отец актера Бенедикта Камбербэтча.
Генри Карлтон Камбербэтч умер 27 января 1966 года в поместье Бакхерст, Уодхерст, Суссекс.